# Pangrapta porphyria
Pangrapta porphyria är en fjärilsart som beskrevs av Butler 1879. Pangrapta porphyria ingår i släktet Pangrapta och familjen nattflyn. Inga underarter finns listade i Catalogue of Life.